# Wilhelm von Essen (1879–1972)
Fritz Wilhelm von Essen, född den 16 februari 1879 i Hömbs församling, Skaraborgs län, död den 10 april 1972 i Österåkers församling, Stockholms län, var en svensk friherre, militär och ryttare. Han var son till Fredrik von Essen och far till Eric von Essen.
von Essen blev underlöjtnant vid Livgardet till häst 1901, löjtnant där 1907 och ryttmästare där 1916. Han deltog i dressyrtävlingarna vid olympiska spelen 1920 och 1924 och hamnade i båda fallen på fjärde plats. von Essen övergick till Livregementets till häst reserv 1928 och blev hovstallmästare 1932. Han disponerade och bebodde Rydboholms slott från 1930. von Essen blev riddare av Svärdsorden 1922, kommendör av andra klassen av Vasaorden 1948 och kommendör av första klassen av sistnämnda orden 1957.